# Älgen (seriealbum)
Älgen är ett seriealbum om pälsjägaren Buddy Longway. Utgiven i original 1978 och på svenska 1979. Svensk text av Sture Hegerfors.

## Handling
Albumet handlar om ett jaktäventyr som Buddy Longway och hans son Jeremias var med om tre år tidigare. Buddy berättar historien för sin fyraåriga dotter Kathleen.
Buddy och Jeremias blir trängda mellan två stora älgtjurar som slåss om en hona och ett revir. De hamnar i ett träsk och blir av med sin kanot. Dagen går och de kommer vilse, samtidigt som de två älgarna gör sitt bästa för att jaga bort inkräktarna.
Till slut kommer de utanför den segrande älgens revir och Jeremias skjuter den skadade förloraren.